# Mozenrath
Mozenrath er en fiktiv figur i Disneys tegnefilm tv-serie Aladdin. Stemmen er originalt indtalt af skuespilleren Jonathan Brandis, senere dubbet til dansk af skuespiller Lars Thiesgaard. Han er altid ledsaget af sin flyvende ål, Xerxes.
Mozenrath er en ung ondskabsfuld troldmand og nekromantiker, og bliver ofte sammenlignet med den originale films skurk, Jafar. Hans nøjagtige alder er ukendt, men det siges at han er på omkring samme alder som Aladdin. Han er seriens mest kendte skurk. 

## Baggrund
Mozenrath er en magthungrene ung troldmand som styrtede sin sadistiske og hensynsløse herre Destan, og på egen hånd erobrede Landet med Det Sorte Sand og dets befolkning bestående af levende døde. Selv Jafar var bange for Destan.[kilde mangler] Det antydes at Mozanrath forvandlede Destan til en Mameluk. Hans flyvende ål, kendt som Xerxes, og hans halvdøde sjokkende Mameluk-zombier er loyale over for ham og adlyder enhver af Mozenraths ordre.
Han er meget kraftfuld, listig og vildledende. Han har en magisk stridshandske på sin højre hånd der giver ham kolossale magiske kræfter. Men med disse kræfter følger dog en stor pris, da alt Mozenraths kød og blod under stridshandsken er korrumperet til knogler.
En skønne dag fører Mozenraths begær efter magt ham til Agrabah, hvor han prøver at overtale Aladdin til at hjælpe sig, og er temmelig forbavset over at Aladdin vil risikere sit liv for "folk men ikke for guld". Imidlertid fupper Aladdin den unge troldmand, således at det magiske bæst, Therdack vender sig imod sin herre, Mozenrath. Fra den dag af sværger Mozenrath at han vil eliminere sin nye ærkefjende, Aladdin og alle som han elsker. Igennem seriens forløb prøver han at dræbe Aladdin og hans venner. Det lykkedes ham dog alligevel også næsten i adskillige anledninger at dræbe Aladdin, men blot bliver han dog altid besejret til sidst. I afsnittet som Mozenrath debuterer i, refererer papegøjen Jago troldmanden som "Jafars søn". Selv om at der ingen beviser er for om end han og Jafar er i familie, så er det meget sandsynligt at Jago bare sammenlignede de to.
Mozenraths udseende er praktisk taget det omvendte af Aladdins. Han klæder sig i rigt tøj og er meget bleg i huden i modsætning til den gyldenbrune og fattigt klædte Aladdin. På denne måde er han skabt for at være både en sammenligning og en modsætning til Aladdin, da de begge er unge og kloge, men stærkt afviger fra hinanden i personlighed.

## Fakta
- Den første idé til Aladdin og de fyrretyve røvere, havde Mozenrath involveret i handlingen. I filmen ville det vise sig at helten (Aladdin) og skurken (Mozenrath) var brødre. Men (ifølge en af manuskriptforfatterne) alle syntes at det ville være bedst at holde sig væk fra Tv-serien. Dét inklusive med, at de ikke kunne få fat i Jonathan Brandis, fik dem til at skifte til en anden relation til Aladdin – hans far.

- Disney studerede Jonathan Brandis optræden og bevægeæser og fusionerede dem med Mozenraths karakter.

- Mozenraths navn kommer fra producerne Bill Motz og Bob Roth.

- Mozenrath er den næstmest optrædenen skurk (næst efter Abis Mal) i tv-serien Aladdin, siden han optræder i ni episoder. Han er også den skurk, der optræder i flest episoder i den tredje og sidste sæson af Aladdin-serien.

- Den første episode Mozenrath optrådte i var The Citadel.